# Sermonde
Sermonde é uma povoação portuguesa do Município de Vila Nova de Gaia, do Distrito do Porto, que foi sede da extinta Freguesia de Sermonde, freguesia que tinha 1,41 km² de área e 1360 habitantes (2011), e, por isso, uma densidade populacional de 964,5 hab/km².
A Freguesia de Sermonde foi extinta em 2013, no âmbito de uma reforma administrativa nacional, tendo o seu território sido agregado ao da Freguesia de Grijó para formar uma nova freguesia denominada Grijó e Sermonde.
De carácter ainda marcadamente rural, era a freguesia com menos habitantes do Município. Além da sede, tinha por lugares principais Asprela e Brantães.

## População
| População da Freguesia de Sermonde | População da Freguesia de Sermonde | População da Freguesia de Sermonde | População da Freguesia de Sermonde | População da Freguesia de Sermonde | População da Freguesia de Sermonde | População da Freguesia de Sermonde | População da Freguesia de Sermonde | População da Freguesia de Sermonde | População da Freguesia de Sermonde | População da Freguesia de Sermonde | População da Freguesia de Sermonde | População da Freguesia de Sermonde | População da Freguesia de Sermonde | População da Freguesia de Sermonde |
| ---------------------------------- | ---------------------------------- | ---------------------------------- | ---------------------------------- | ---------------------------------- | ---------------------------------- | ---------------------------------- | ---------------------------------- | ---------------------------------- | ---------------------------------- | ---------------------------------- | ---------------------------------- | ---------------------------------- | ---------------------------------- | ---------------------------------- |
| 1864                               | 1878                               | 1890                               | 1900                               | 1911                               | 1920                               | 1930                               | 1940                               | 1950                               | 1960                               | 1970                               | 1981                               | 1991                               | 2001                               | 2011                               |
| 261                                | 334                                | 360                                | 393                                | 497                                | 488                                | 520                                | 539                                | 592                                | 717                                | 710                                | 771                                | 1 053                              | 1 225                              | 1 360                              |

| Distribuição da População por Grupos Etários | Distribuição da População por Grupos Etários | Distribuição da População por Grupos Etários | Distribuição da População por Grupos Etários | Distribuição da População por Grupos Etários | Distribuição da População por Grupos Etários | Distribuição da População por Grupos Etários | Distribuição da População por Grupos Etários | Distribuição da População por Grupos Etários | Distribuição da População por Grupos Etários |
| -------------------------------------------- | -------------------------------------------- | -------------------------------------------- | -------------------------------------------- | -------------------------------------------- | -------------------------------------------- | -------------------------------------------- | -------------------------------------------- | -------------------------------------------- | -------------------------------------------- |
| Ano                                          | 0-14 Anos                                    | 15-24 Anos                                   | 25-64 Anos                                   | > 65 Anos                                    |                                              | 0-14 Anos                                    | 15-24 Anos                                   | 25-64 Anos                                   | > 65 Anos                                    |
| 2001                                         | 217                                          | 226                                          | 641                                          | 141                                          |                                              | 17,7%                                        | 18,4%                                        | 52,3%                                        | 11,5%                                        |
| 2011                                         | 220                                          | 164                                          | 758                                          | 218                                          |                                              | 16,2%                                        | 12,1%                                        | 55,7%                                        | 16,0%                                        |

Média do País no censo de 2001:  0/14 Anos-16,0%; 15/24 Anos-14,3%; 25/64 Anos-53,4%; 65 e mais Anos-16,4%
Média do País no censo de 2011:   0/14 Anos-14,9%; 15/24 Anos-10,9%; 25/64 Anos-55,2%; 65 e mais Anos-19,0%

## Toponímia
O topónimo Sermonde deriva de Sesmondi, genitivo latino de Sesmondo, ou seja, "propriedade de Sesmondo". Sesmondo é um nome germânico associado ao significado de proteção. Sesmondo, do qual se conhecem os patronímicos Sesmondiz, Sesmundiz e Sezemondisi, eram nomes frequentemente usados no Norte da Península Ibérica entre os séc. V e XIII, herdados dos Suevos e Visigodos. Assim, algures na Idade Média, estas terras terão pertencido a um Sesmondo, nome que lhes ficaria associado.

## História
Sermonde teve presença pré-romana e romana, atendendo à proximidade com o Castro do Monte Murado (Srª da Saúde, Pedroso), um povoado castrejo habitado pelos Túrdulos Velhos e posteriormente romanizado (ano 7 d.C.). No sopé sul do Castro, com abundantes fontes de água, os terrenos férteis de Sermonde seriam usados para a atividade agrícola, pastorícia ou caça. Relevante também da ocupação romana, a Via XVI do Itinerário de Antonino, estrada romana que ligava Lisboa a Braga e que passaria nos limites de Sermonde servindo o Castro, num trajeto sensivelmente semelhante ao da atual EN1.
Da ocupação Suévica e Visigótica (séc. V a VIII) ficaram vestígios na toponímia, como o próprio nome Sermonde (ver Toponímia) e possivelmente Brantães (do antropónimo Burunta).
Após a invasão Muçulmana no início do século VIII, estabelece-se ao longo do vale do Douro uma zona-tampão instável entre cristãos e muçulmanos, ficando esta faixa de território praticamente desabitada.
Com a reconquista, particularmente após a presúria de Portucale em 868, inicia-se o repovoamento  da região. O território, de início assenhoreado pelos respetivos "presores" – nobres da monarquia asturo-leonesa – vai-se parcelando ao longo do séc. X e XI pela linha de herdeiros, em doações ao clero ou vendido a fidalgos em ascensão económica e social. É no contexto de aquisição de propriedades por um dos fidalgos da época, Soeiro Fromarigues, já detentor de vasto património a Sul do rio Douro, que surge a primeira referência escrita a Sermonde. Trata-se de uma escritura de 1087, a designada Carta de Penso, em que Soeiro Fromarigues adquire a Mendo Trutesendes, por 100 “modios”, três partes de uma tal “vila” de Penso localizada entre "Billanes" e "Curveiros", sendo outra parte dividida com "Sesmondi" e com "Rial", abaixo do castro de Pedroso e no percurso do rio Serzedo.

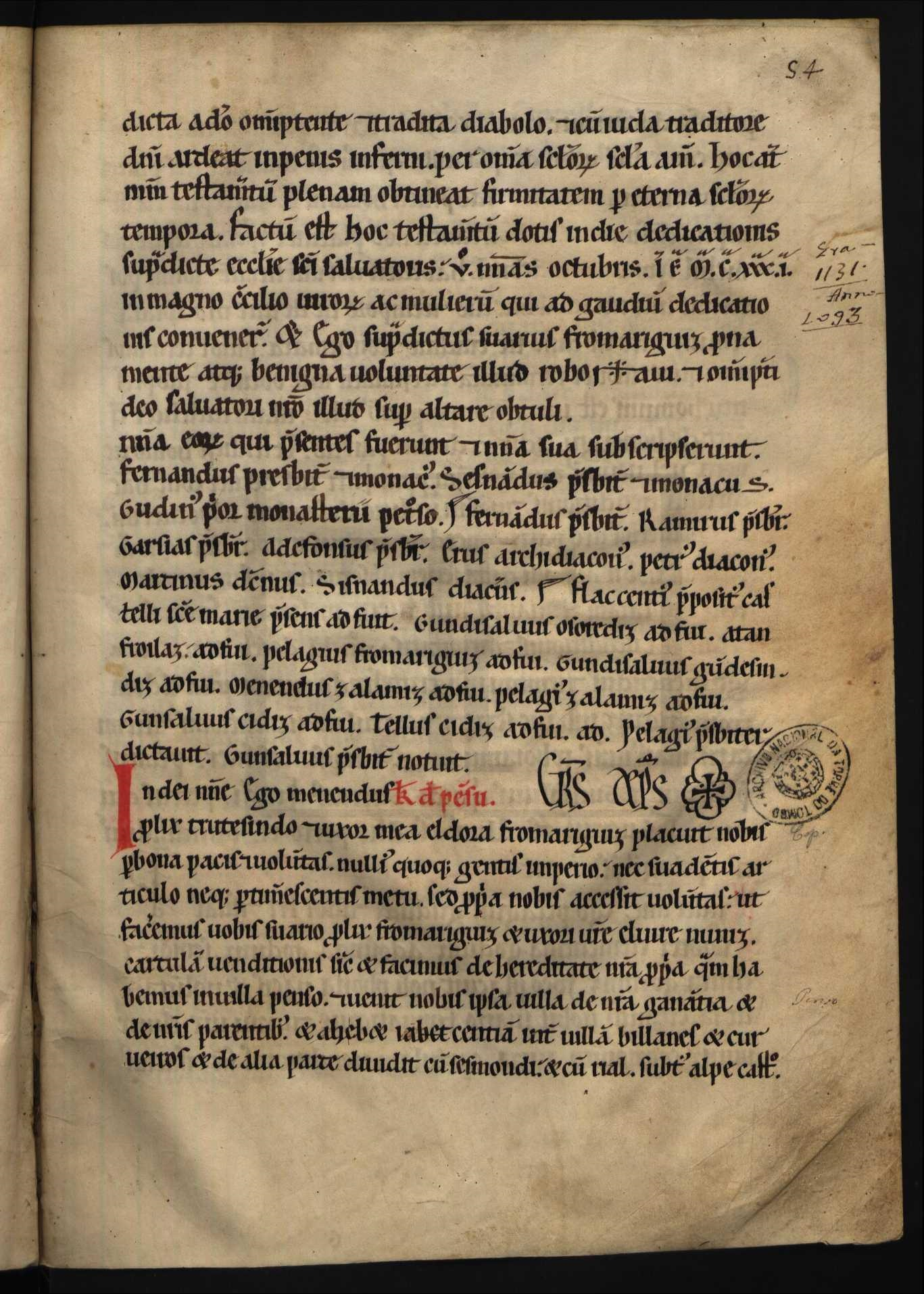
Carta de Penso, Baio-Ferrado Mosteiro de Grijó, pág. 110

Neste período surgem também as primeiras referências à paróquia de Sermonde. No més de Agosto de 1144, descendentes de Ederónio Alvites doam o "Monasterio sancti de Sesmondi" ao Bispo do Porto D. Pedro Rabaldes e seus sucessores. A data da fundação do "Monasterio" de Sermonde (um pequeno cenóbio, não um mosteiro na acepção atual do termo) é incerta, mas remontará à primeira metade do séc. XI. Neste período viveu aquele que terá sido o seu fundador, Ederónio Alvites, a quem também se atribui, juntamente com a sua esposa, Tristina Pinioliz, a fundação do Mosteiro de Pedroso entre 1017 e 1026.
Desde aquela doação de Agosto de 1144, e até ao presente, a Paróquia de Sermonde foi então de apresentação à Sé do Porto. Isto tornou o povoado de Sermonde num pequeno enclave entre as vastas propriedades dos vizinhos Mosteiros de Grijó e Pedroso, independente das suas jurisdições.
No foral de Gaia e Vila Nova, concedido por D. Manuel I, em 20 de Janeiro de 1518, são referidos os foros a que a população de Sermonde estava obrigada.
Em 2013, no âmbito da reorganização nacional do território das freguesias, Sermonde é extinta enquanto freguesia autónoma, sendo agregada com Grijó numa nova freguesia denominada Grijó e Sermonde.

## Brasão
As chaves em aspa evocam São Pedro, orago da freguesia; as espigas de milho querem significar os trabalhos agrícolas; a fonte quer representar e lembrar a fonte da Ameixoeira e outras de menor significado existentes na freguesia; por fim, a lira faz lembrar a tradição musical existente na população desde tempos remotos. A autoria é de Luís Moreira (Gabinete de Estudos e Projetos de Heráldica Administrativa). Aprovado em Assembleia de Freguesia a  7 de Outubro de 1997.

## Património
- Igreja de São Pedro (matriz):  A igreja primitiva com origens no séc. XI e utilizada ao longo dos tempos foi substituída pela atual, cuja primeira pedra foi colocada a 27 de Janeiro de 1876. A bênção e inauguração ocorreu a 29 de Junho de 1877. A arquitetura é marcadamente oitocentista, sóbria e modesta. Da frontaria sobressai um torreão sineiro central, coroando a empena; o pórtico é rectangular e sobrepujado por amplo janelão. No interior: a imagem do séc. XVIII de São Pedro (orago da freguesia), Menino Jesus, Santa Ana e Cristo Crucificado. A habitação adjacente hoje em ruínas, antiga residência paroquial, e terrenos anexos outrora pertencentes à paróquia, foram vendidos após a implantação da República e são hoje propriedade particular.

- Capela de Nossa Senhora de Lourdes: inaugurada no dia 23 de Agosto de 1885 em homenagem às aparições da Virgem Maria em Lourdes. As obras ter-se-ão iniciado em 1883, nas comemorações dos 25 anos das aparições, conforme data gravada na padieira da porta principal, por iniciativa de Teodoro José de Lima e custeadas com donativos e ofertas da população. Em 1985, ano do centenário, são feitas obras de beneficiação: construção de torre sineira na fachada principal, alpendre, casa de mordomos na retaguarda e revestimento de interiores e exteriores com azulejos brancos, sobras de obras de manutenção da igreja matriz. A festa anual realizava-se no último domingo de Agosto com arraial, novena, missa e procissão até à igreja.

- Quinta da Asprela -